# Селігерія Донна
Селігерія Донна (Seligeria donniana) — вид мохів порядку гріміальних (Grimmiales).

## Поширення
Батьківщиною є Європа, Північна Америка, Азія.
Населяє ущелини та охоронні зони голих вапняних порід.

## Характеристика
Рослини дрібні, оливково-зелені. Листки від лінійно-ланцетних до яйцювато-ланцетних, вузькотупі; краї зубчасті. Коробочкові ніжки 1.3–1.6 мм, прямі чи злегка вигнуті, тонкі. Коробочка ширша за довжину. Спори 11–14 мкм.